# Liste der Baudenkmäler in Immerath (Erkelenz)
Die Liste der Baudenkmäler in Immerath enthält die denkmalgeschützten Bauwerke auf dem Gebiet des ehemaligen Ortes Immerath sowie dessen Nachfolgesiedlung Immerath (neu) einem Stadtteil von Erkelenz im Kreis Heinsberg in Nordrhein-Westfalen (Stand: Oktober 2011). Diese Baudenkmäler sind in Teil A der Denkmalliste eingetragen; Grundlage für die Aufnahme ist das Denkmalschutzgesetz Nordrhein-Westfalen (DSchG NRW).
Fast alle Einwohner hatten die alte Ortschaft Ende 2018 bereits verlassen, die dortigen Gebäude und Denkmäler wurden inzwischen zugunsten des Tagebaus Garzweiler abgerissen bzw. zerstört.
| Bild             | Bezeichnung                     | Lage                                         | Beschreibung | Bauzeit                    | Eingetragen seit | Denkmal- nummer |
| ---------------- | ------------------------------- | -------------------------------------------- | --- | -------------------------- | ---------------- | --------------- |
| weitere Bilder   | Kath. Pfarrkirche St. Lambertus | Immerath An St. Lambertus Karte              | 3-schiffige neuromanische Werksteinbasilika mit Querhaus, halbrunder Apsis und Doppelturmfassade. Die Kirche sollte nach dem letzten Gottesdienst im Oktober 2013 ursprünglich bis 2016 abgerissen werden. Am 8. Januar 2018 begann der Abriss. | 1880–1890                  | 14. Mai 1985     | 157             |
| Fußfallstationen | Fußfallstationen                | Immerath Ortslage Immerath Karte             | Werkstein. An der Erhaltung des o. a. Baudenkmals besteht ein öffentliches Interesse gem. § 2 Abs. 1 DSchG, da das Baudenkmal die Erscheinung des Orts- und Straßenbildes charakterisiert. 1. Südlich des Friedhofes 2. Westlich des Friedhofes 3. Im Jagdfeld, Ecke im Kamper Tal 4. Im Jagdfeld, Ecke Freiheitsstraße 5. Unkelbachstraße, Ecke Roerstraße 6. Lützerather Straße 7. Nördlich der Pescher Straße | 17./18. Jh.                | 14. Mai 1985     | 158             |
| Wegekreuz        | Wegekreuz                       | Immerath Unkelbachstraße / Im Jagdfeld Karte | Blaustein mit Korpus, Sockel mit Muschelnische | 1689                       | 14. Mai 1985     | 159             |
| weitere Bilder   | Windmühlenstumpf                | Immerath Immerather Bahnhof Karte            | Kappenwindmühle, verputzt (am 18. Oktober 2018 abgerissen) | 18. Jh.                    | 14. Mai 1985     | 160             |
| Wohnhaus         | Wohnhaus                        | Immerath Freiheitsstraße 61 Karte            | Backstein-Hof, Wohnhaus, 2 Geschosse, 7 Achsen, Toreinfahrt, Türgewände und Fensterbänke in Blaustein, im Türsturz Inschrift mit Jahreszahl | 1863                       | 14. Mai 1985     | 161             |
| Wohnhaus         | Wohnhaus                        | Immerath Lützerather Straße 24 Karte         | 3-flügeliger Backstein-Hof, Front verputzt, Wohnhaus, 2 Geschosse in 4 Achsen und Toreinfahrt, Fensterbänke in Werkstein An der Erha | Ende des 18. Jahrhunderts  | 14. Mai 1985     | 162             |
| Wohnhaus         | Wohnhaus                        | Immerath Lützerather Straße 30 Karte         | 3-flügeliger Backstein-Hof, Wohnhaus, 2 Geschosse in 5 Achsen. | Ende des 19. Jahrhunderts  | 14. Mai 1985     | 163             |
| Wohnhaus         | Wohnhaus                        | Immerath Pescher Straße 35 Karte             | 2 Geschosse in 5 Achsen, 2-Achsen-Toreinfahrt, Backstein, Türgewände und Fensterbänke in Blaustein, | Mitte des 19. Jahrhunderts | 14. Mai 1985     | 165             |
| Wohnhaus         | Wohnhaus                        | Immerath Pescher Straße 22 Karte             | 3-flügeliger Backstein Hof, Giebelhaus 2 Geschosse, an der Fassade die Jahreszahl in Ankersplinten, Fenster z. T. verändert. | 1742                       | 14. Mai 1985     | 167             |
| Wohnhaus         | Wohnhaus                        | Immerath Pescher Straße 24 Karte             | Backsteinhaus, 2 Geschosse in 5 Achsen, Türgewände und Fensterbänke in Blaustein, links Anbau mit Toreinfahrt, in Torkeilstein Jahreszahl, rechts jüngere Nebengebäude. | 1857                       | 14. Mai 1985     | 168             |
| Wohnhaus         | Wohnhaus                        | Immerath Rurstraße 17 Karte                  | 4-flügelige Backstein-Hofanlage, Wohnhaus in Fachwerk mit Backsteinfassade, 2-geschossig in 3 Achsen und Torachse, Gewände überputzt, an der Fassade Jahreszahl in Ankersplinten. | 1809                       | 14. Mai 1985     | 169             |
| Wohnhaus         | Wohnhaus                        | Immerath Rurstraße 27 Karte                  | 3-flügelige Backstein-Hofanlage, Wohnung weiß geschlämmt, 2 Geschosse, Türgewände in Blaustein, Holzblockrahmen, Fenster im Erdgeschoss z. T. verändert, an der Fassade die Jahreszahl in Ankersplinten, Wirtschaftsgebäude im 19. Jahrhundert z. T. erneuert. Auf der Rückseite das Obergeschoss in Fachwerk, Gewölbekeller, Kölner Decken, z. T. alte Türen im Haus. | 1781                       | 14. Mai 1985     | 170             |
| Hofanlage        | Hofanlage                       | Immerath Jackerather Straße 8 Karte          | Zweigeschossiges 5 Achsen breites und traufständiges Backsteingebäude mit Satteldach (Siehe Anlage) Darstellung der wesentlichen charakteristischen Merkmal des Denkmales Die Hofanlage Krapoll wurde ausweislich einer Datierung im Torkeilstein 1869 errichtet. Die Hofstelle selbst ist jedoch älter und war zuvor im Besitz der Familie Schillings. Conrad Krapoll, später Bürgermeister von Immerath, heirate Ende des 18. Jahrhunderts in die Familie Schillings ein und wurde 1823 als Eigentümer des Hofes eingetragen. Die Familie Krapoll ist die wohl bedeutendste Familie der jüngeren Geschichte Immeraths von weit über den Ort hinausgehender Ausstrahlung. Sie stellte u. a. von 1809 bis 1933 (mit kurzer Unterbrechung 1827–30) die Bürgermeister der Gemeinde. Der Bauherr der überlieferten Hofanlage, Hermann Josef Krapoll, Bürgermeister 1831–1877, wurde außerdem 1855 Mitglied des preußischen Landtages. Zuletzt war Wilhelm Krapoll 1910–33 Ehrenbürgermeister von Immerath. Nach ihm wurde das Haus benannt, nachdem es 1965 von der damaligen selbstständigen Gemeinde Immerath im Andenken an die Familien erworben wurde. Nach Zerstörungen im Zweiten Weltkrieg und auch späteren Abbrüchen sind von der Hofanlage des 19. Jahrhunderts noch das stattliche Wohnhaus, das links anschließende Torhaus mit Durchfahrt und ein rückwärtiger, jedoch stark veränderter ehemaliger Stallflügel erhalten. Der rückwärtige Garten wurde zu einer öffentlichen Grünanlage umgestaltet. Seit den 1980er Jahren ist im Wohnhaus ein Kindergarten eingerichtet. Die notwendige Sanierung erfolgte in Abstimmung mit der Denkmalpflege. Das Wohnhaus erstreckt sich als zweigeschossiges, fünf Achsen breites und traufständiges Backsteingebäude mit Sattelbach unmittelbar entlang der Jackerather Straße. Die äußeren, etwas breiteren Achsen sind als flache Risalite vorgezogen und werden im Obergeschoss durch Doppelfenster betont; in der rechten Achse ist der mit kassettiertem Natursteingewände eingenischte Hauseingang angeordnet. Auch die großen rechteckigen Fenster besitzen leicht profilierte Natursteinrahmungen. Dünne Geschoss- und Sohlbankgesimse trennen die beiden Geschosse; über dem Obergeschoss ist noch ein Mezzanin mit kleinen quadratischen Öffnungen vorhanden. Seitlich und rückwärtig sind Gestalt und Proportion gleichartig, die Fenster aber schlichter ohne Rahmung und mit Stichbögen ausgeführt; nach hinten ist lediglich die Eingangsachse mit dem Treppenhaus hervorgehoben. Durch die alte zweiflügelige Haustür mit großem Oberlicht betritt man einen geraden Flur, der mit Ornamentfliesen ausgelegt ist und der von einer stuckierten Decke überfangen wird. Das Innere wird durch einen Mittelkorridor erschlossen, alte Zimmertüren und fluteilende Türen mit halbrunden Oberlicht im OG sind erhalten. Bemerkenswert ist vor allen das originale Treppenhaus auf der Gartenseite des Eingangsflurs, gerade gegenläufig, mit Wendepodest sowie mit kandelaberförmigen Anfängerpfosten und gedrechselten Geländerstäben. Im Obergeschoss ist eine Wandnische mit auf Konsole eingestellter Marienfigur angebracht. Für das historische Straßenbild wesentlich, als Relikt und Zeichen der ehemaligen Hofanlage, ist ferner der anschließende eingeschossige Flügel mit Durchfahrt zum dahinterliegenden Hof. Die Toröffnung wird von Wandpfeilern gerahmt, einem Segmentbogen überfangen und zeigt in der Durchfahrt eine kunstvoll in Rautenform gemauerte Ziegeldecke. Der rückwärtige Stallflügel ist stark verändert und nicht mehr denkmalwert, ebenso der jüngere eingeschossige Anbau links am Wohnhaus. Insbesondere beim Wohnhaus handelt sich um ein vergleichsweise überaus stattliches, von Reichtum und Bedeutung seiner Erbauer zeugendes Gebäude. Dies gilt für das wohl proportionierte Äußere ebenso für das Innere mit seinen großzügigen Raumzuschnitten und den erwähnten historischen Ausstattungselementen. Der anschließende Flügel mit Durchfahrt vervollständigt die Straßenseite einer Hofanlage. Die beiden Gebäudeteile sind im Wesentlichen gut erhalten und stellen daher ein anschauliches Zeugnis ländlich-bürgerlichen Bau- und Wohnkultur des 19. Jahrhunderts dar. Als langjährige Wohnstätte der Familie Krapoll, die von großer historischer Bedeutung für Immerath, den ehem. Kreis Erkelenz und darüber hinaus war, ist die ehem. Hofanlage Jackerather Straße 8 in Immerath bedeutend für Erkelenz. An der Erhaltung und Nutzung besteht aus wissenschaftlichen, insbesondere den beschriebenen orts- und architekturgeschichtlichen Gründen ein öffentliches Interesse. | 1869                       | 8. Dezember 2006 | 335             |